# Anthicus latens
Anthicus latens es una especie de coleóptero de la familia Anthicidae.

## Distribución geográfica
Habita en Argelia.